# Sea Dart
Sea Dart (jinak též GWS-30 z Guided Weapon System 30) byl námořní protiletadlový raketový komplet středního dosahu vyvinutý zbrojovkou Hawker Siddeley Dynamics (později British Aerospace – BAe). Sloužil zejména k prostorové obraně svazů válečných lodí proti letadlům a protilodním střelám. Britské královské námořnictvo střelu zavedlo roku 1973 a postupně ji zdokonalovalo. Jejím jediným zahraničním uživatelem byla Argentina. Britské námořnictvo střely nahradilo systémem Sea Viper (GWS-45), který využívá řízených střel rodiny MBDA Aster. Posledním plavidlem vyzbrojeným systémem Sea Dart byl v červnu 2012 vyřazený torpédoborec HMS Edinburgh.

## Vývoj

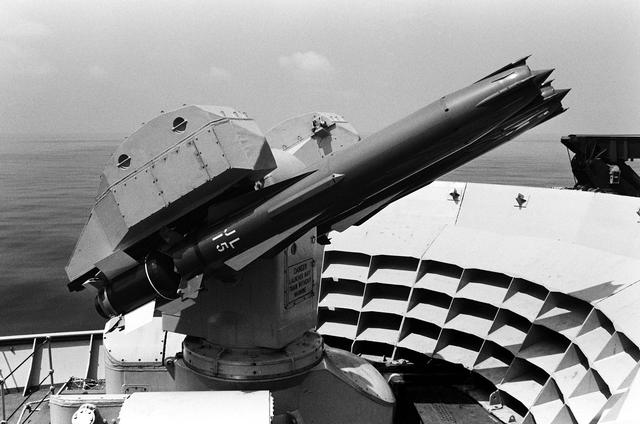
Odpalovací zařízení s dvojicí cvičných střel Sea Dart na přídi letadlové lodě HMS Invincible (R05) během cvičení NATO Dragon Hammer '90, 3. května 1990

Střela Sea Dart byla vyvinuta v 60. letech 20. století jako třetí generace britských námořních protiletadlových řízených střel. Stala se náhradou těžkých střel Sea Slug. Primárně byla vyvinuta k ničení sovětských bombardérů útočících ve velkých výškách, takže její schopnost ničit cíle letící u hladiny byla omezená.
V 80. letech 20. století proběhla jednání o zakoupení střel Sea Dart pro torpédoborce námořnictva Čínské lidové osvobozenecké armády třídy Luda. Roku 1983 byla jednání ukončena kvůli nedostatku financí.

## Popis

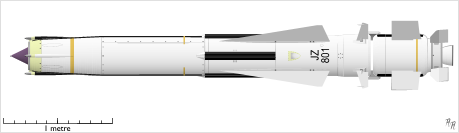
Sea Dart

Střela startovala z dvojitého odpalovacího zařízení, přičemž rezervní střely byly nabíjeny automaticky ze zásobníku pod palubou. Při startu střelu poháněl raketový booster a když střela dosáhla cca dvojnásobku rychlosti zvuku, aktivoval se náporový motor Odin. Vstup vzduchu do náporového motoru byl v přídi střely. Střela využívala poloaktivní radarové navádění.

## Verze
- Sea Dart Mk 1 – Základní verze střel.

- Sea Dart Mk 2 – Modernizovaná výkonnější verze určená proti moderním sovětským protilodním střelám. Její vývoj byl z úsporných důvodů zrušen.[5]

## Operační služba

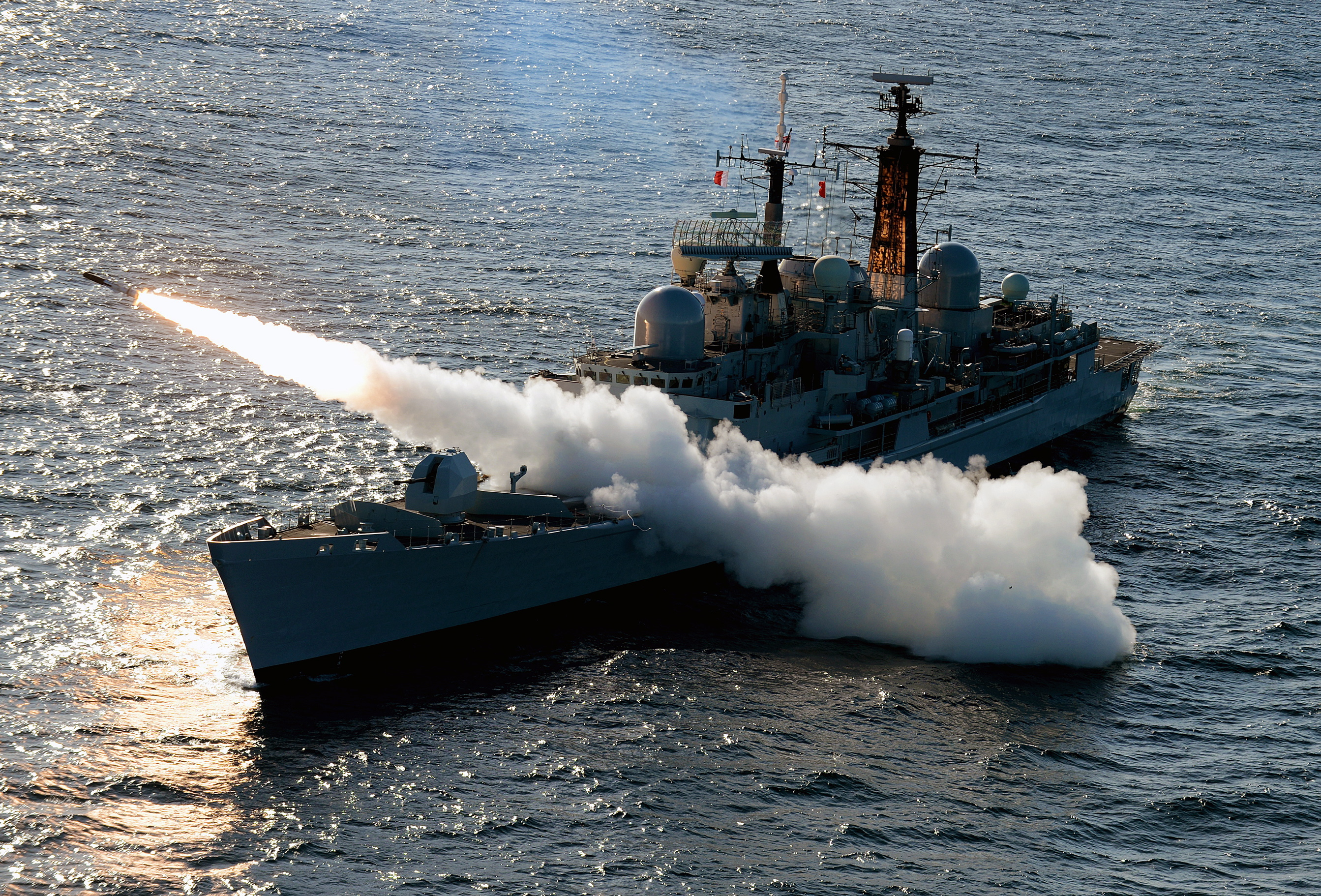
Poslední střely Sea Dart byly vypuštěny roku 2012 z britského torpédoborce HMS Edinburgh (D97)

Střely Sea Dart byly poprvé bojově nasazeny ve válce o Falklandy. Tehdy jimi byly vyzbrojeno celkem sedm britských plavidel. Vypuštěno bylo celkem 26 střel, které dosáhly sedmi sestřelů. Skutečný počet však může být nižší. Dle Chanta byly jistě sestřeleny vrtulník Puma, průzkumný letoun Learjet 35A, bombardér Canberra a dva bombardéry A-4 Skyhawk.
V letech 1990–1991 se britská plavidla se střelami Sea Dart zapojila do války v Zálivu. Dne 25. února 1991 tak torpédoborec HMS Gloucester (D96) sestřelil protilodní střelu Silkworm útočící na americkou bitevní loď USS Missouri. Bylo to poprvé, kdy v bojových podmínkách protiletadlová řízená střela sestřelila útočící protilodní střelu.
Střely byly ze služby vyřazeny roku 2012, tedy po téměř 40 letech ve výzbroji Britského královského námořnictva. Naposledy Sea Darty vypustil dne 13. dubna 2012 britský torpédoborec Edinburgh během námořního cvičení poblíž souostroví Hebridy. Torpédoborec Edinburgh byl zároveň poslední tímto systémem vyzbrojenou lodí v operační službě.

## Uživatelé
- Argentina
  - Argentinské námořnictvo – Po argentinské námořnictvo byly postaveny dva torpédoborce typu 42 Sheffield.

- Spojené království
  - Britské královské námořnictvo – Torpédoborec HMS Bristol (D23) (40 střel), torpédoborce typu 42 Sheffield (20 střel) a letadlové lodě třídy Invincible (20 střel, později odstraněny).[3]

## Základní technické údaje (Sea Dart)
- Délka: 4,36 m
- Průměr těla: 420 mm
- Rozpětí: 910 mm
- Hmotnost: 550 kg
- Dosah: 65 km
- Dostup: 30-18 290 m
- Rychlost: 3+ M
- Navádění: poloaktivní radarové
- Hmotnost hlavice: